# Oscar de Chastonay
Pour les articles homonymes, voir de Chastonay.
Oscar de Chastonay, né le 16 novembre 1897 à Sierre (originaire de Sierre) et mort le 26 novembre 1965, est un homme politique valaisan. Après avoir siégé au Grand Conseil valaisan et au Conseil d'État, il est directeur de la Banque cantonale du Valais,.

## Biographie
Oscar de Chastonay est le fils de Gaspard, receveur du district de Sierre et de Clémentine Desponts. Il est le cadet de sa fratrie, qui compte neuf enfants. Son oncle Victor est conseiller national, et le fils de celui-ci, Joseph (son cousin) conseiller d'État. Son autre oncle, Jean-Marie, est également conseiller d'État. 
Il effectue une maturité classique au collège de Saint-Maurice, puis une licence en droit à Genève. Il exerce ensuite comme avocat-notaire, greffier puis juge-instructeur suppléant du district de Sierre.  
Oscar de Chastonay joue également au football avec le FC Genève, atteignant la ligue nationale A.  
Il épouse Germaine Guérold, avec qui il a cinq enfants, dont Bernard, militaire.  